# Shadishadi
Shadishadi is een dorp in het district Kweneng in Botswana. De plaats telt 928 inwoners (2011).